# Parabola sześcienna
Parabola sześcienna, parabola trzeciego stopnia – krzywa płaska opisana równaniem sześciennym:
{\displaystyle y=ax^{3}+bx^{2}+cx+d}
gdzie {\displaystyle a} jest różne od zera. Czasem to pojęcie zawęża się do przypadku z samym wyrazem wiodącym (b=c=d=0), którego współczynnik ma być dodatni (a>0).
Nazwy parabola sześcienna i parabola stopnia trzeciego występują w starszych publikacjach i podręcznikach matematycznych, Są kontrowersyjne i współcześnie nie są stosowane. Zamiast nich zaleca się używać sformułowania: krzywa płaska o równaniu jw.